# 布羅什尼夫-奧薩達

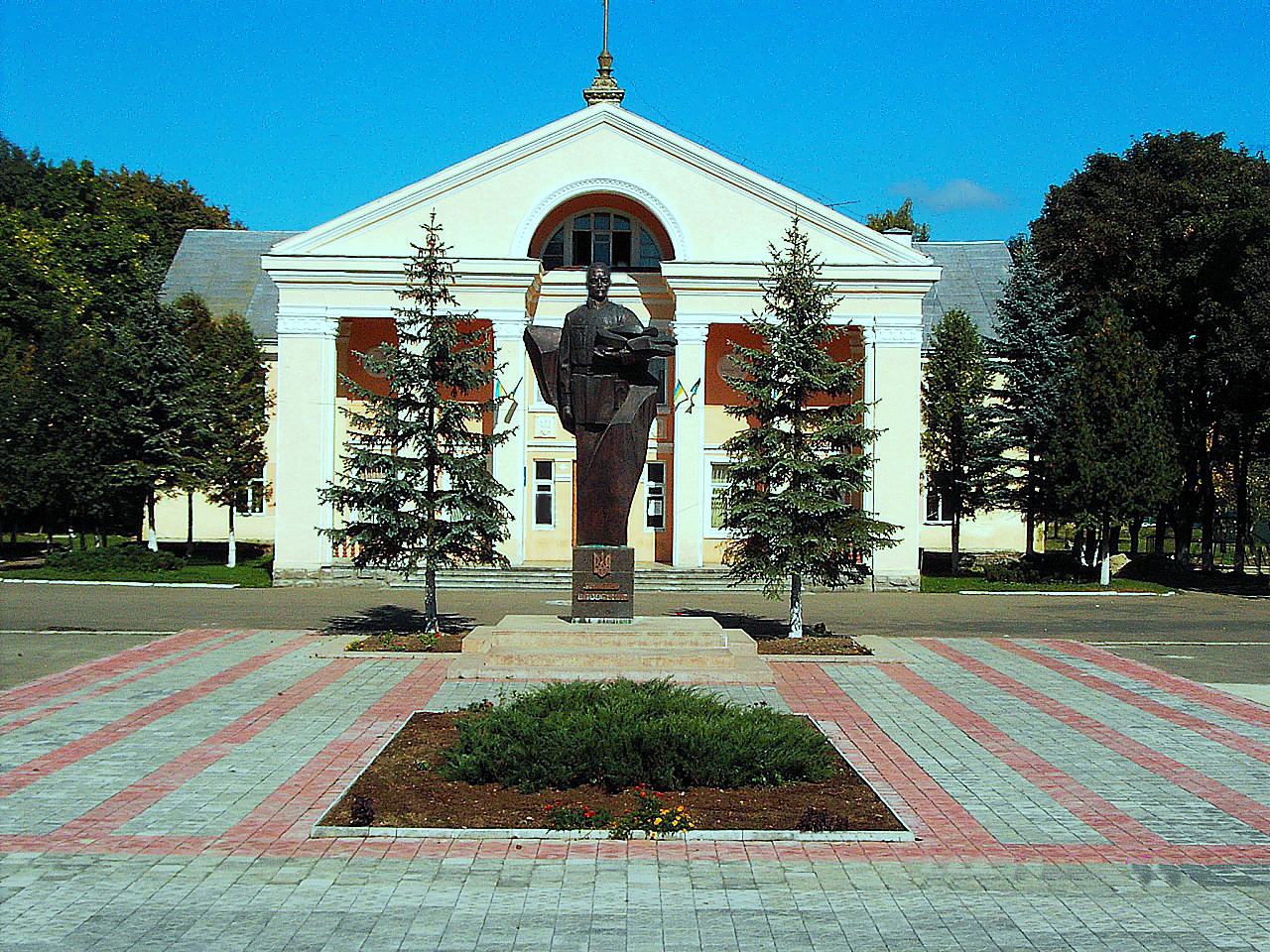

布羅什尼夫-奧薩達，又按俄语名译为布罗什涅夫-奥萨达，是烏克蘭西部伊萬諾-弗蘭科夫斯克州卡盧什區布罗什尼夫-奥萨达市镇内的市級鎮及其行政中心。始建於1890年，面積5.04平方公里，2011年人口5,863人，人口密度每平方公里1,163人。